# Wim van der Kroft
Willem Frederik van der Kroft, detto Wim (Haarlem, 16 agosto 1916 – Den Helder, 21 marzo 2001), è stato un canoista olandese.

## Palmarès

### Olimpiadi
- 1 medaglia:
  - 1 bronzo (Berlino 1936 nel K-2 1000 metri)